# Никифор Важеозерский
Ники́фор Важеозе́рский (вторая половина XV века — первая половина XVI века) — русский православный святой, преподобный.

## Биография
Никифор родился во второй половине XV века. По преданию, он был учеником преподобного Александра Свирского, по благословению которого в 1508 году удалился к Важозеру, где основал Важеозерскую пустынь.
Мощи Никифора Важезерского находятся в пещере при Преображенской церкви Задне-Никифоровского монастыря.